# Холл, Майкл Си
Ма́йкл Карла́йл Холл (англ. Michael Carlyle Hall; род. 1 февраля 1971, Роли), более известный как Ма́йкл Си Холл (англ. Michael C. Hall) — американский актёр и продюсер. Наиболее известен по ролям Декстера Моргана в сериале «Декстер» и Дэвида Фишера в сериале «Клиент всегда мёртв». Лауреат премии «Золотой глобус» и семикратный номинант на премию «Эмми».

## Ранние годы
Холл родился в Роли, штат Северная Каролина. Его мать, Дженис Холл (урождённая Стайонс), — советник по психическому здоровью в колледже Лис-МакРей, а отец, Уильям Карлайл Холл, работал в компании IBM. Холл вырос единственным ребёнком в семье; его сестра умерла в младенчестве до его рождения. Его отец умер от рака простаты в 1982 году, когда Холлу было одиннадцать лет.
Холл окончил школу Рэйвенскрофт в 1989 году, а также колледж Эрлем в 1993 году, где получил степень бакалавра искусств. В 1996 году он окончил Школу искусств Тиш Нью-Йоркского университета, где получил степень магистра искусств.

## Карьера
Актёрская карьера Холла началась в 1999 году, когда Сэм Мендес пригласил его на роль в мюзикле «Кабаре». Затем Холл сыграл Дэвида Фишера в сериале «Клиент всегда мёртв». За работу над первым сезоном сериала он был номинирован на премию «Эмми».
В 2003 году он снялся в фильме «Час расплаты».
В сентябре 2009 года вышел фильм с его участием «Геймер». Действие фильма происходит в недалеком будущем, где человечество погрязло в онлайн-играх.
За работу в сериале «Декстер» в 2010 году Майкл Холл получил премию «Золотой глобус», а в 2008 году номинировался на «Золотой глобус» и «Эмми». Также он стал продюсером поздних сезонов сериала.
В 2021 году Холл вернулся к роли Декстера Моргана в мини-сериале «Декстер: Новая кровь».

## Личная жизнь
В 2002 году Холл женился на актрисе Эми Спангер. Они развелись в 2006 году.
В 2007 году Холл начал встречаться с актрисой Дженнифер Карпентер, партнёршей по сериалу «Декстер». Они поженились в декабре 2008 года. В декабре 2010 года Холл и Карпентер объявили о расставании. Бракоразводный процесс был завершён в декабре 2011 года.
В 2012 году Холл начал встречаться с писательницей и литературным критиком Морган МакГрегор. Они поженились 29 февраля 2016 года в Нью-Йорке.
В ноябре 2018 года Холл сказал, что является «не совсем гетеросексуалом». При этом он добавил, что у него никогда не было сексуальных отношений с мужчинами. Но, как кажется Холлу, «тяга к эмоциональной близости с мужчиной» никогда не покидала его, возможно, из-за отсутствия отца, который умер от рака, когда ему не исполнилось и 11 лет.
Холл — веган.

### Проблемы со здоровьем
В январе 2010 года представитель Холла подтвердил информацию о том, что он проходит курс лечения от лимфомы Ходжкина. В апреле того же года Карпентер объявила, что Холл излечился от рака.

## Фильмография
| Год       |     | Русское название                    | Оригинальное название                               | Роль                    |
| --------- | --- | ----------------------------------- | --------------------------------------------------- | ----------------------- |
| 1999      | с   | Как вращается мир                   | As the World Turns                                  | Джерри Клайн            |
| 2001—2005 | с   | Клиент всегда мёртв                 | Six Feet Under                                      | Дэвид Фишер             |
| 2003      | ф   | Час расплаты                        | Paycheck                                            | Агент ФБР Клайн         |
| 2006      | док | —                                   | Mysteries of the Freemasons                         | рассказчик              |
| 2006—2013 | с   | Декстер                             | Dexter                                              | Декстер Морган          |
| 2009      | кор | —                                   | How to Spoon with Michael C. Hall                   | рассказчик              |
| 2009      | ф   | Геймер                              | Gamer                                               | Кен Касл                |
| 2009—2010 | мс  | Декстер: Пробы пера                 | Dexter: Early Cuts                                  | Декстер Морган          |
| 2010      | ф   | Мир через замочную скважину         | Peep World                                          | Джек                    |
| 2011      | ф   | Блаженство с пятой восточной        | The Trouble with Bliss                              | Моррис Блисс            |
| 2011      | с   | Основы студенческого юмора          | CollegeHumor Originals                              | Брайан                  |
| 2012      | с   | Рут и Эрика                         | Ruth & Erica                                        | Том                     |
| 2013      | ф   | Убей своих любимых                  | Kill Your Darlings                                  | Дэвид Каммерер          |
| 2013      | кор | —                                   | The River                                           | гуру                    |
| 2014      | ф   | Холод в июле                        | Cold in July                                        | Ричард Дейн             |
| 2015      | мс  | —                                   | Justice League: Gods and Monsters Chronicles        | Бэтмен / Керк Лэнгстром |
| 2015      | мф  | Лига Справедливости: Боги и монстры | Justice League: Gods and Monsters                   | Бэтмен / Керк Лэнгстром |
| 2015—2019 | мс  | Звёздная принцесса и силы зла       | Star vs. the Forces of Evil                         | Тоффи                   |
| 2016      | ф   | Кристин                             | Christine                                           | Джордж Питер Райан      |
| 2016      | ф   | После аддеролла                     | After Adderall                                      | режиссёр                |
| 2017      | ф   | Уотергейт: Крушение Белого дома     | Mark Felt: The Man Who Brought Down the White House | Джон Дин                |
| 2017      | с   | Корона                              | The Crown                                           | Джон Кеннеди            |
| 2018      | ф   | Ночные игры                         | Game Night                                          | Болгарин                |
| 2018      | с   | Безопасность                        | Safe                                                | доктор Том Делани       |
| 2019      | ф   | Отчёт о пытках                      | The Report                                          | Томас Истмен            |
| 2019      | с   | Документалистика сегодня!           | Documentary Now!                                    | Билли Мэй Демпси        |
| 2019      | ф   | В тени Луны                         | In the Shadow of the Moon                           | Холт                    |
| 2019      | с   | Новая звезда                        | Nova                                                | рассказчик              |
| 2020      | с   | Игра теней                          | Shadowplay                                          | Том Франклин            |
| 2021      | ф   | Джон и дыра                         | John and the Hole                                   | Брэд                    |
| 2021      | с   | Декстер: Новая кровь                | Dexter: New Blood                                   | Декстер Морган          |
| 2024      | с   | Декстер: Первородный грех           | Dexter: Original Sin                                | рассказчик              |

## Награды и номинации
| Награда                        | Год  | Категория                                           | Название работы     | Результат |
| ------------------------------ | ---- | --------------------------------------------------- | ------------------- | --------- |
| Золотой глобус                 | 2007 | Лучшая мужская роль в драматическом телесериале     | Декстер             | Номинация |
| Золотой глобус                 | 2008 | Лучшая мужская роль в драматическом телесериале     | Декстер             | Номинация |
| Золотой глобус                 | 2009 | Лучшая мужская роль в драматическом телесериале     | Декстер             | Номинация |
| Золотой глобус                 | 2010 | Лучшая мужская роль в драматическом телесериале     | Декстер             | Победа    |
| Золотой глобус                 | 2011 | Лучшая мужская роль в драматическом телесериале     | Декстер             | Номинация |
| Эмми                           | 2002 | Лучшая мужская роль в драматическом телесериале     | Клиент всегда мёртв | Номинация |
| Эмми                           | 2008 | Лучшая мужская роль в драматическом телесериале     | Декстер             | Номинация |
| Эмми                           | 2009 | Лучшая мужская роль в драматическом телесериале     | Декстер             | Номинация |
| Эмми                           | 2010 | Лучшая мужская роль в драматическом телесериале     | Декстер             | Номинация |
| Эмми                           | 2011 | Лучшая мужская роль в драматическом телесериале     | Декстер             | Номинация |
| Эмми                           | 2012 | Лучшая мужская роль в драматическом телесериале     | Декстер             | Номинация |
| Премия Гильдии киноактёров США | 2002 | Лучший актёрский состав в драматическом телесериале | Клиент всегда мёртв | Номинация |
| Премия Гильдии киноактёров США | 2003 | Лучший актёрский состав в драматическом телесериале | Клиент всегда мёртв | Победа    |
| Премия Гильдии киноактёров США | 2004 | Лучший актёрский состав в драматическом телесериале | Клиент всегда мёртв | Победа    |
| Премия Гильдии киноактёров США | 2005 | Лучший актёрский состав в драматическом телесериале | Клиент всегда мёртв | Номинация |
| Премия Гильдии киноактёров США | 2006 | Лучший актёрский состав в драматическом телесериале | Клиент всегда мёртв | Номинация |
| Премия Гильдии киноактёров США | 2007 | Лучшая мужская роль в драматическом телесериале     | Декстер             | Номинация |
| Премия Гильдии киноактёров США | 2008 | Лучшая мужская роль в драматическом телесериале     | Декстер             | Номинация |
| Премия Гильдии киноактёров США | 2009 | Лучшая мужская роль в драматическом телесериале     | Декстер             | Номинация |
| Премия Гильдии киноактёров США | 2009 | Лучший актёрский состав в драматическом телесериале | Декстер             | Номинация |
| Премия Гильдии киноактёров США | 2010 | Лучшая мужская роль в драматическом телесериале     | Декстер             | Победа    |
| Премия Гильдии киноактёров США | 2010 | Лучший актёрский состав в драматическом телесериале | Декстер             | Номинация |
| Премия Гильдии киноактёров США | 2011 | Лучшая мужская роль в драматическом телесериале     | Декстер             | Номинация |
| Премия Гильдии киноактёров США | 2011 | Лучший актёрский состав в драматическом телесериале | Декстер             | Победа    |
| Премия Гильдии киноактёров США | 2012 | Лучшая мужская роль в драматическом телесериале     | Декстер             | Номинация |
| Премия Гильдии киноактёров США | 2012 | Лучший актёрский состав в драматическом телесериале | Декстер             | Номинация |
| Спутник                        | 2006 | Лучшая мужская роль в драматическом телесериале     | Декстер             | Номинация |
| Спутник                        | 2007 | Лучшая мужская роль в драматическом телесериале     | Декстер             | Победа    |
| Спутник                        | 2008 | Лучшая мужская роль в драматическом телесериале     | Декстер             | Номинация |
| Спутник                        | 2010 | Лучшая мужская роль в драматическом телесериале     | Декстер             | Номинация |
| Сатурн                         | 2007 | Лучший телеактёр                                    | Декстер             | Победа    |
| Сатурн                         | 2008 | Лучший телеактёр                                    | Декстер             | Номинация |
| Сатурн                         | 2009 | Лучший телеактёр                                    | Декстер             | Номинация |
| Сатурн                         | 2010 | Лучший телеактёр                                    | Декстер             | Номинация |
| Сатурн                         | 2011 | Лучший телеактёр                                    | Декстер             | Номинация |
| Сатурн                         | 2012 | Лучший телеактёр                                    | Декстер             | Номинация |
| Сатурн                         | 2013 | Лучший телеактёр                                    | Декстер             | Номинация |